# Bumi Agung (Belalau)
Bumi Agung is een bestuurslaag in het regentschap Lampung Barat van de provincie Lampung, Indonesië. Bumi Agung telt 1028 inwoners (volkstelling 2010).